# Protoxaea australis
Protoxaea australis là một loài Hymenoptera trong họ Andrenidae. Loài này được Hurd & Linsley mô tả khoa học năm 1976.